# Mengciusornis dentatus
Mengciusornis dentatus — вид викопних птахів, що мешкав у крейдовому періоді (120 млн років тому).

## Історія
Викопні рештки птаха знайдено у відкладеннях формації Цзюфотан у провінції Ляонін на сході Китаю. Зразок складається із повного скелета з черепом, сплощеного на одній пластині. Відсутній лише хвіст. Збереглися також відбитки пір'я крил. Зразок придбав Інститут палеонтології хребетних і палеоантропології в Пекіні, науковці якого описали новий рід та вид Mengciusornis dentatus. Рід названо на честь стародавнього китайського філософа Мен-цзи.

## Опис
Розмах крил сягав близько семидесяти сантиметрів.

## Класифікація
Птах належить до Ornithuromorpha — базальної групи віялохвостих птах. Його зближують з родом Schizooura у родині Schizoouridae.